# Piotr Kuberski
Piotr Kuberski (ur. 24 października 1988 w Obornikach) – polski zawodnik mieszanych sztuk walki (MMA). W latach 2022–2023 mistrz FEN w wadze średniej. Aktualnie związany z KSW, w której od 2025 roku jest tymczasowym mistrzem w wadze średniej.

## Kariera MMA

### Wczesna kariera
W wieku 16–17 lat zaczął trenować boks, po krótkim czasie trenował także muay thai oraz dodał to tego grappling (No-gi), by ostatecznie spróbować swoich sił w mieszanych sztukach walki (MMA).
Nową dyscyplinę sportową, jaką było MMA zaczynał od trenowania w klubie Murowana Goślina Team pod okiem Sławomira Irackiego i Mateusza Juskowiaka. Po około sześciu latach przeniósł się do klubu Ankos MMA Poznań, gdzie jego głównym trenerem jest Andrzej Kościelski. Trenerami Kuberskiego są także Marek Drażczyński (od kick-boxingu), Mariusz Koperski (od boksu) i Marcin Bilman (od muay thai).
W pierwszych krokach swojej kariery zawodniczej zajął 3 miejsce na Mistrzostwach Polski Amatorskiego MMA „Ring XF”, które odbyły się 22 października 2011 roku. We wrześniu 2012 na IV Mistrzostwach Polski w grapplingu zajął 2 miejsce.
Kuberski zawodowo zadebiutował 17 listopada 2012 roku podczas gali MTC 3 – Fight Night, na której zwyciężył Piotra Judka przez techniczny nokaut w pierwszej rundzie. Przez następne ponad 5 lat nie toczył zawodowych walk; wystartował dwukrotnie amatorsko na gali ALMMA 36 w Zgierzu (22 kwietnia 2013) odnosząc zwycięstwo i porażkę oraz 11 marca 2017, kiedy to stoczył walkę podczas gali Slugfest 10 w Murowanej Goślinie. Kuberski na tym wydarzeniu w minutę technicznie znokautował ciosami w stójce Macieja Szczepanka.
Do zawodowych startów powrócił w 2018 roku, walcząc ponownie dla organizacji Slugfest. 13 kwietnia tego samego roku podczas Slugfest 14 wygrał przez TKO z Ukraińcem, Mykołajem Moskalcem. Sześć miesięcy później zwyciężył przez nokaut z Sebastianem Kostrzewą podczas gali Extra Gala – Poznań Fight Night 1.
Pierwszą i jak dotąd jedyną porażkę poniósł 9 lutego 2019 na Extra Gala – Poznań Fight Night 3, w konfrontacji z Jakubem Kamieniarzem, który poddał Kuberskiego duszeniem gilotynowym w drugiej odsłonie.

### Dalsze walki w Slugfest i UAE Warriors
Kuberski na ścieżkę zwycięstw powrócił 24 maja 2019 podczas Slugfest 16 w Wągrowcu, gdzie pokonał przez TKO w drugiej rundzie Adama Ugorskiego.
W głównej walce wieczoru gali Slugfest 17, która odbyła się 15 listopada 2019 rozbił ciosami i łokciami rywala pochodzącego z Ukrainy, Aleksandra Hluszczenko.
31 stycznia 2020 w Abu Zabi na gali UAE Warriors 10 pokonał decyzją jednogłośną (30-27, 30-27, 29-28) obywatela Iraku, Ahmeda Saeba. Następnie pół roku później pokonał przez TKO w pierwszej rundzie Markusa Cuka podczas mrągowskiej gali RWC 5: Bez Przebaczenia.

### FEN
W 2021 podpisał długoterminowy kontrakt z Fight Exclusive Night. Debiut dla nowego pracodawcy odnotował 20 lutego tego samego roku na gali FEN 32: Lotos Fight Night w Warszawie, na której znokautował Mateusza Strzelczyka.
Po łącznie 6 zwycięstwach z rzędu, w tym 2 dla Fight Exclusive Night dostał szansę walki o pas mistrzowski w wadze średniej. 18 czerwca 2022 na gali FEN 40: Energa Fight Night w Ostródzie wygrał przez nokaut na 8 sekund przed końcem pierwszej odsłony z Marcinem Naruszczką, stając się mistrzem tej federacji.
28 stycznia 2023 na FEN 44: Orlen Paliwa Fight Night przystąpił do pierwszej obrony tytułu FEN w wadze średniej, gdzie zmierzył się w konfrontacji z wracającym po dwóch zwycięstwach z rzędu pretendentem, Marcinem Filipczakiem. Kuberski zwyciężył walkę nokautując Filipczaka w drugiej rundzie. Po walce otrzymał bonus za nokaut wieczoru.
27 maja 2023 podczas FEN 46 w Pile przystąpił do drugiej obrony pasa, w której zmierzył się z niepokonanym Kamilem Wojciechowskim. Po raz kolejny efektownie znokautował swojego rywala, ponownie broniąc tytuł. Parę dni po gali organizacja nagrodziła Kuberskiego kolejnym bonusem w kategorii nokaut wieczoru.

### Dana White’s Contender Series i odejście z FEN
W lipcu 2023 roku menadżer Kuberskiego – Artur Gwóźdź napisał na Twitterze informację o tym, że jego zawodnik dostał dużą propozycję, w postaci zawalczenia na gali prezydenta Ultimate Fighting Championship – Dany White. Rywalem „Qbeara” w walce o kontrakt z UFC (tylko w przypadku efektownego zwycięstwa) miał być Brazylijczyk – Marco Tulio Silva, jednak Kuberski musiał wycofać się z tej rywalizacji przez odnawiającą się kontuzję biodra, której nabył podczas ostatnich przygotowań do przyszłej walki.
25 września 2023 ogłoszono, że wypełnił obowiązujący kontrakt i odchodzi z organizacji FEN.

### KSW
Po zakończeniu współpracy z FEN podpisał kontrakt z Konfrontacją Sztuk Walki. W debiucie dla nowego pracodawcy zadebiutował 11 listopada 2023 na gali XTB KSW 88: Bitwa o Radom, gdzie podjął w pojedynku Bartosza Leśkę. Kuberski znokautował zawodnika z Gdyni w drugiej rundzie. Zwycięstwo to zapewniło mu wejście do oficjalnego rankingu wagi średniej KSW.
Drugą walkę dla KSW stoczył 16 marca 2024 podczas gali XTB KSW 92 w Gorzowie Wielkopolskim. Jego rywalem był były mistrz wagi średniej, Michał Materla. Po raz 5 z rzędu pokonał przeciwnika przez nokaut.
W maju 2024 rozpoczął treningi w jednym z najlepszych klubów na świecie – American Top Team na Florydzie.
20 lipca 2024 po wygranej walce mistrza Pawła Pawlaka, Kuberski wszedł do klatki i został zapowiedziany jako następny pretendent do pasa mistrzowskiego KSW w wadze średniej.
We wrześniu 2024 roku dyrektor sportowy KSW w wywiadzie udzielonym dla portalu InTheCagePL zdradził, że Kuberski zawalczy na gali XTB KSW 100, jednak jego przeciwnikiem nie będzie Paweł Pawlak. Dwa tygodnie później organizacja oficjalnie potwierdziła występ Kuberskiego, dodając go na kartę jubileuszowej gali. Jego rywalem został były pretendent do pasa KSW wagi średniej, Damian Janikowski. W drugiej rundzie Kuberski wygrał przez techniczny nokaut. Trzy dni później, Kuberski otrzymał od organizacji KSW swój pierwszy bonus za walkę wieczoru.
W walce wieczoru gali XTB KSW 104, która odbyła się 8 marca 2025 w Gorzowie Wielkopolskim, zawalczył z Tomaszem Romanowskim o tymczasowy pas mistrzowski wagi średniej. W trzeciej rundzie Kuberski w swoim stylu znokautował rywala, tym samym sięgając po tymczasowe mistrzostwo. Pojedynek obu zawodników nagrodzono bonusem za najlepszą walkę wieczoru.
Do pierwszej obrony tymczasowego pasa stanął 9 sierpnia 2025 podczas walki wieczoru gali XTB KSW 109 w Warszawie. Jego przeciwnikiem był Radosław Paczuski, którego znokautował kopnięciem na głowę w trzeciej rundzie.

## Kariera bokserska
18 grudnia 2020 w Pionkach, zadebiutował w formule bokserskiej podczas gali Tymex Boxing 15. Kuberski pokonał po czterech rundach decyzją jednogłośną Huberta Krasuckiego.
27 kwietnia 2024 w Poznaniu, podczas charytatywnej gali Biznes Boxing Polska, wziął udział w pokazowej walce bokserskiej z Sebastianem Szczerkiem. Starcie po trzech rundach zakończyło się remisem.

## Osiągnięcia i nagrody

### Grappling
- 2012: IV Mistrzostwa Polski Grapplingu – kat. amator MMA 84 kg – 2. miejsce[10]

### Mieszane sztuki walki
- 2011: Mistrzostwa Polski Amatorskiego MMA „RING XF” – kat. dywizja początkujący 84 kg – 3. miejsce[8]
- Fight Exclusive Night
  - 2022-2023: Mistrz FEN w wadze średniej (83,9 kg)[25]
  - Bonus za walkę wieczoru (raz) vs. Krystian Bielski (2021)[58]
  - Bonus za nokaut wieczoru (dwa razy) vs. Marcin Filipczak (2023)[28], Kamil Wojciechowski (2023)[31]
- Fight Matrix
  - 2024: 3 miejsce w rankingu najlepszych Polaków w wadze średniej[59]
- Konfrontacja Sztuk Walki
  - 2025: Tymczasowy mistrz KSW w wadze średniej (83,9 kg)[48]
  - Bonus za walkę wieczoru (dwa razy) vs. Damian Janikowski (2024)[47], Tomasz Romanowski (2025)[49]
  - Bonus za nokaut wieczoru (raz) vs. Radosław Paczuski (2025)[60]

## Lista zawodowych walk w MMA
| Wynik     | Bilans | Przeciwnik (bilans przed walką) | Rozstrzygnięcie                    | Runda | Czas | Rozgrywki                             | Data       | Miejsce             | Uwagi                                                                                         |
| --------- | ------ | ------------------------------- | ---------------------------------- | ----- | ---- | ------------------------------------- | ---------- | ------------------- | --------------------------------------------------------------------------------------------- |
| Wygrana   | 17-1   | Radosław Paczuski (8-2)         | KO (wysokie kopnięcie na głowę)    | 3     | 1:18 | XTB KSW 109: Kuberski vs. Paczuski    | 09.08.2025 | Warszawa            | Obronił tymczasowy pas mistrzowski KSW w wadze średniej. Bonus za nokaut wieczoru. Main Event |
| Wygrana   | 16-1   | Tomasz Romanowski (18-10. 1 NC) | TKO (ciosy pięściami)              | 3     | 4:18 | XTB KSW 104: Kuberski vs. Romanowski  | 08.03.2025 | Gorzów Wielkopolski | Zdobył tymczasowy pas mistrzowski KSW w wadze średniej. Bonus za walkę wieczoru. Main Event   |
| Wygrana   | 15-1   | Damian Janikowski (10-6)        | TKO (ciosy pięściami)              | 2     | 0:47 | XTB KSW 100: Khalidov vs. Bartosiński | 16.11.2024 | Gliwice             | Bonus za walkę wieczoru.                                                                      |
| Wygrana   | 14-1   | Michał Materla (33-10)          | KO (ciosy pięściami)               | 1     | 4:55 | XTB KSW 92: Wikłacz vs. Jojua         | 16.03.2024 | Gorzów Wielkopolski | Co-Main Event                                                                                 |
| Wygrana   | 13-1   | Bartosz Leśko (13-3-2)          | KO (prawy i lewy sierpowy)         | 2     | 1:12 | XTB KSW 88: Bitwa o Radom             | 11.11.2023 | Radom               | Debiut w KSW.                                                                                 |
| Wygrana   | 12-1   | Kamil Wojciechowski (8-0)       | KO (lewy prosty)                   | 1     | 3:26 | FEN 46: Kuberski vs. Wojciechowski    | 27.05.2023 | Piła                | Obronił pas mistrzowski FEN w wadze średniej. Bonus za nokaut wieczoru. Main Event            |
| Wygrana   | 11-1   | Marcin Filipczak (7-2)          | KO (ciosy pięściami)               | 2     | 1:10 | FEN 44: Orlen Paliwa Fight Night      | 28.01.2023 | Ostrów Wielkopolski | Obronił pas mistrzowski FEN w wadze średniej. Bonus za nokaut wieczoru. Main Event            |
| Wygrana   | 10-1   | Marcin Naruszczka (23-11-2)     | KO (lewy sierpowy)                 | 1     | 4:52 | FEN 40: Energa Fight Night Ostróda    | 18.06.2022 | Ostróda             | Zdobył wakujący pas mistrzowski FEN w wadze średniej. Co-Main Event                           |
| Wygrana   | 9-1    | Krystian Bielski (8-3)          | Decyzja (jednogłośna)              | 3     | 5:00 | FEN 37: Energa Fight Night Wrocław    | 27.11.2021 | Wrocław             | Bonus za walkę wieczoru.                                                                      |
| Wygrana   | 8-1    | Mateusz Strzelczyk (9-9-1)      | TKO (ciosy pięściami w parterze)   | 2     | 1:05 | FEN 32: Lotos Fight Night Warszawa    | 20.02.2021 | Warszawa            | Debiut w FEN.                                                                                 |
| Wygrana   | 7-1    | Markus Cuk (7-6)                | TKO (prawy sierpowy i lewy prosty) | 1     | 2:10 | RWC 5: Bez Przebaczenia               | 31.07.2020 | Mrągowo             |                                                                                               |
| Wygrana   | 6-1    | Ahmed Saeb (4-3)                | Decyzja (jednogłośna)              | 3     | 5:00 | UAE Warriors 10                       | 31.01.2020 | Abu Zabi            |                                                                                               |
| Wygrana   | 5-1    | Aleksander Głuszczenko (2-3)    | TKO (łokcie)                       | 2     | 3:30 | Slugfest 17: Walka o Gniezno          | 15.11.2019 | Gniezno             | Main Event                                                                                    |
| Wygrana   | 4-1    | Adam Ugorski (2-1)              | TKO (ciosy pięściami w parterze)   | 2     | 4:49 | Slugfest 16                           | 24.05.2019 | Wągrowiec           | Co-Main Event                                                                                 |
| Przegrana | 3-1    | Jakub Kamieniarz (6-5)          | Poddanie (duszenie gilotynowe)     | 2     | 2:20 | Extra Gala – Poznań Fight Night 3     | 09.02.2019 | Poznań              | Main Event                                                                                    |
| Wygrana   | 3-0    | Sebastian Kostrzewa (0-0)       | KO                                 | 1     | 1:22 | Extra Gala – Poznań Fight Night 1     | 13.10.2018 | Poznań              |                                                                                               |
| Wygrana   | 2-0    | Mykołaj Moskalec (2-1)          | TKO (ciosy pięściami w stójce)     | 1     | 1:32 | Slugfest 10                           | 13.04.2018 | Murowana Goślina    |                                                                                               |
| Wygrana   | 1-0    | Piotr Judek (0-0)               | TKO (ciosy pięściami w parterze)   | 1     | 2:38 | Gala Sportów Walki w Międzychodzie 3  | 17.11.2012 | Międzychód          |                                                                                               |